# 吴元山
吴元山（1956年10月—），中华人民共和国外交官，曾任中华人民共和国驻佛得角共和国特命全权大使、中华人民共和国驻多民族玻利维亚国特命全权大使。